# Spectrogramă

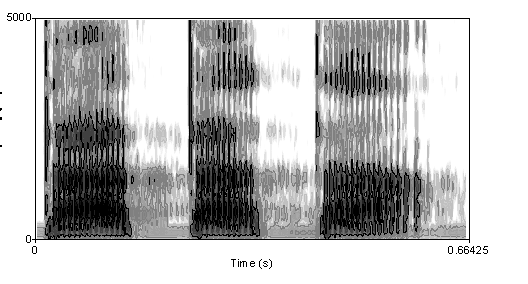
Spectrograma ce reprezintă sunetele tatata, rostite de un bărbat

O spectrogramă este o reprezentare vizuală a unui spectru (a densității spectrale) de frecvențe a unui sunet în raport cu timpul sau cu alte variabile.
Spectrograma este o fotografie sau desen care reproduce un spectru.
Instrumentul cu ajutorul căruia se generează spectrogramele se numește spectrograf sau sonograf. 
Spectrograma este, de asemenea, o reprezentare a unui spectru sub forma unei diagrame obținute cu ajutorul spectrofotometrului înregistrator.